# Ilonkapuszta
Ilonkapuszta Gyömöre egyéb belterületéhez tartozó község Győr-Moson-Sopron vármegyében, a Téti járásban.

## Fekvése
Ilonkapuszta Győr-Moson-Sopron vármegye déli határánál, a Sokorói-dombság és a Bakony hegység lábainál, a Győr–Celldömölk-vasútvonal melletti domboldalakon és völgyekben helyezkedik el. Leggyakoribb megközelítési útvonala a Pápa és Győr térségét összekötő 83-as főút, amelyről Tétnél letérve a 8306-os útra Gyömörén keresztül vezet az út. Dél felől Szerecseny községen keresztül lehet megközelíteni.

## Története
Ilonkapuszta név csikszentmihályi és krasznahorkai gr. Andrássy Ilonára utal, aki gr. Esterházy Pál (1883-1915) felesége volt. Gr. Esterházy Pál cs. És kir. kamarás, s huszárfőhadnagyként vett részt a világháborúban. 1915. Június 26-án halt hősi halált Galíciában. Felesége 1967-ben halt meg Kanadában.
1863-ban még Várerdő puszta néven szerepel az Esterházy család 1100 kh-os gyömörei uradalmának központja. Várerdőpuszta (1907-től Ilonkapuszta) és Várfalva birtokosai a 18. sz. elejétől az Esterházyak, de már Török Bálint korától (1536) ezek a települések a pápai várhoz tartoztak. A puszta később az Esterházyak Ugod – Devecser – Pápa birtokkomplexumának részét alkotta más gyömörei birtokrészekkel együtt.
A 19.században épült ki a puszta a mai formájában. A kastélyt az Esterházyak csak nagyháznak nevezték, és a mindenkori gazdatiszt lakásául szolgált. Az 1880-as években épült téglából, pincével. Az emlékezők szerint a kastély teraszát nyáron cserepes virágok díszítették. Az igényesen kialakított parkban az örökzöldek (platánok, fenyő és más cserjék) mellett rózsák, évelő és egynyári virágok is pompáztak, melyekről kertész gondoskodott. Nyári estéken és vasárnapokon tangóharmonikázásra táncoltak a pusztaiak. A kastélyhoz a sétányokon és parkon kívül nagy teniszpálya is tartozott, és a kastély előtti Lovarda út szélén hársfasor húzódott. A puszta közepén állt egy harangláb és kereszt. Ez utóbbi még megvan.
A puszta jellegzetes épületei voltak még: egy kétszintes magtár, cselédházak több sorban, szeszgyár, műhelyek, istállók és egy hatalmas pusztai kút. A bérgazdaságban a mezőgazdasági termelés mellett szeszgyártás is folyt, mely a szomszédos községeknek is jó szolgálatot tett a mezőgazdasági termények felvásárlásával (krumpli, árpa, kukorica). Az uradalom a szomszédos Szerecsenyben működő téglagyárral együtt jelentős munkaerőt foglalkoztatott. A szállítás, az utak karbantartása folyamatosan gondot jelentett, ezért gr. Esterházy Pál keskenyvágányú, ló üzemű vasutat (lórét) építtetett.
A második világháború alatt Ilonkapusztán a termelés visszaesett, de minden épen maradt, annak ellenére, hogy az orosz katonák 1944-ben belőttek a pusztára. A háborút követően azonban a korszerű gazdaság tudatos rombolás áldozata lett. Ami mozgatható volt, azt széthordták. A földek felosztásra, az épületek jó része lebontásra került. A szeszgyár, tejüzem és a gépek állami tulajdonba kerültek. A kastély épületben már 1945-ben alsó tagozatos iskola és nyári óvoda nyílt. Az 1960-as évek közepére azonban megszűnt mind az óvoda, mind az iskola. A gazdasági épületeket az 1956 tavaszán, majd az 1959-ben megalakuló termelőszövetkezet vette birtokába, és a kastélyban egy ÁFÉSZ bolt is működött. Az Új Élet Termelőszövetkezet a kastély épületében később lakatos üzemet működtetett, a hatalmas magtárban pedig csirkenevelőt alakított ki. A rendszerváltás után a termelőszövetkezet megszűnését követően a megmaradt épületek romossá váltak, majd később magántulajdonba kerültek.
Az Ilonkapusztáról elszármazottak közül legnagyobb hírnévre Nagy Endre tett szert, aki gyermekkorát itt töltötte, mert az édesapa az uradalom intézője volt egykoron. Nagy Endréből híres vadász és Afrika-utazó lett, s vadásztrófeáiból Balatonedericsen múzeumot nyitott.